# Gunnar Öhlund
Karl Gunnar Öhlund, född 8 december 1918 i Falun, död 6 februari 1999 i Malmö, var en svensk skådespelare.

## Biografi
Öhlund gick Axel Witzanskys teaterskola 1943–1945 och studerade för Gabriel Alw och Per-Axel Branner. Han var frilansande skådespelare 1945–1953, var engagerad vid Uppsala stadsteater 1953–1960, Göteborgs stadsteater 1960–1962, Malmö stadsteater 1962–1982, TV-ensemblen 1980–1983 och Helsingborgs stadsteater 1984–1987. Från 1987 var han åter frilans.
Öhlund filmdebuterade 1941 i Per Lindbergs Det sägs på stan, och han kom att medverka i drygt 40 film- och TV-produktioner förutom de pjäser han spelade i TV-teatern. Han var från 1962 gift med skådespelaren Vanja Rodefeldt (1926–2001). De är gravsatta i minneslunden på Limhamns kyrkogård.

## Filmografi
Enligt Svensk Filmdatabas:

- 1941 – Det sägs på stan
- 1944 – Flickan och Djävulen
- 1946 – Möte i natten
- 1946 – Medan porten var stängd
- 1946 – Ballongen
- 1946 – Harald Handfaste
- 1946 – Det är min modell
- 1946 – Barbacka
- 1947 – Försummad av sin fru
- 1947 – Det kom en gäst
- 1950 – Kvartetten som sprängdes
- 1952 – När syrenerna blomma
- 1952 – Janne Vängman i farten
- 1952 – Hård klang
- 1953 – Kungen av Dalarna
- 1954 – Seger i mörker
- 1957 – Prästen i Uddarbo
- 1963 – Barnvagnen
- 1970 – Frida och hennes vän (TV-serie)
- 1972 – Snapphanepojken (TV-serie)
- 1974 – Ön vid världens ände
- 1975 – Stumpen
- 1976 – Klerk (TV-film)
- 1976 – Sektionen (TV-film)
- 1976 – A.P. Rosell, bankdirektör (TV-serie)
- 1977 – Olle Blom - Reporter (TV-serie)
- 1978 – Harry H. (TV-serie)
- 1979 – Rädsla (TV-serie)
- 1980 – Den enes död...
- 1983 – Profitörerna (TV-serie)
- 1983 – Torsten och Greta (TV-serie)
- 1984 – Träpatronerna (TV-serie)
- 1985 – August Palms äventyr (TV-serie)
- 1985 – August Strindberg: Ett liv (TV-serie)
- 1986 – Valhalla
- 1986 – Kulla-Gulla (TV-serie)
- 1989 – Sounds of Silence
- 1989 – Maskrosbarn
- 1990 – Spänn mig för Karlavagnen
- 1993 – Glädjekällan
- 1994 – Änkeman Jarl
- 1995 – Mördare utan ansikte (TV-serie)
- 1996 – Stengrunden
- 1998 – Ögat

## Teater

### Roller
| År   | Roll                                   | Produktion                                                                        | Regi             | Teater                           |
| ---- | -------------------------------------- | --------------------------------------------------------------------------------- | ---------------- | -------------------------------- |
| 1943 | Naaman                                 | Salome Oscar Wilde                                                                | Per-Axel Branner | Nya Teatern                      |
| 1944 | Edmund Dickensen                       | Med clippern västerut (Flight to the west) Elmer Rice                             | Helge Hagerman   | Blancheteatern                   |
| 1945 | Her Perrier                            | Nattlig ankomst (Ankunft bei Nacht) Hans Rothe                                    | Per-Axel Branner | Nya Teatern                      |
| 1946 | Adolf Sang                             | Över förmåga (Over Ævne) Bjørnstjerne Bjørnson                                    | Soini Wallenius  | Nya Teatern                      |
| 1951 |                                        | Robespierre Rudolf Värnlund                                                       | Johan Falck      | Norrköping-Linköping stadsteater |
| 1955 |                                        | Thehuset Augustimånen (The Teahouse of the August Moon) John Patrick              | Palle Granditsky | Uppsala stadsteater              |
| 1955 | Judas                                  | Judas (Un nommé Judas) Claude-André Puget och Pierre Bost                         | Lars Barringer   | Upsala-Gävle stadsteater         |
| 1956 |                                        | Boyfriend (The Boy Friend) Sandy Wilson                                           | Lars Barringer   | Upsala-Gävle stadsteater         |
| 1957 |                                        | Hans excellens betjänten Ladislaus Bus-Fekete                                     | Lars Barringer   | Upsala-Gävle stadsteater         |
| 1958 |                                        | Koppla av! (You Can't Take It With You) George S. Kaufman och Moss Hart           | Lars Barringer   | Upsala-Gävle stadsteater         |
| 1958 | Anton Antonovitj Skvoznik, borgmästare | Revisorn (Ревизор, Revizor) Nikolaj Gogol                                         | Lars Barringer   | Upsala-Gävle stadsteater         |
| 1958 |                                        | Si jägarens öga Hans Hergin                                                       | Lars Barringer   | Upsala-Gävle stadsteater         |
| 1963 |                                        | Muren (The Wall) Millard Lampell                                                  | Lennart Olsson   | Malmö stadsteater                |
| 1963 |                                        | Den inbillade sjuke (Le Malade imaginaire) Molière                                | Hans Abramson    | Malmö stadsteater                |
| 1964 |                                        | Körsbärsträdgården (Вишнёвый сад, Visjnjovyj sad ) Anton Tjechov                  | Josef Halfen     | Malmö stadsteater                |
| 1965 |                                        | Kvartetten som sprängdes Birger Sjöberg                                           | Josef Halfen     | Malmö stadsteater                |
| 1965 |                                        | Victor eller den lille avslöjaren (Victor ou les Enfants au pouvoir) Roger Vitrac | Sandro Malmquist | Malmö stadsteater                |
| 1965 |                                        | Lyckliga draken (Le Drame du Fukuryu-Maru) Gabriel Cousin                         | Josef Halfen     | Malmö stadsteater                |
| 1965 |                                        | Fallet Oppenheimer (In der sache J.Robert Oppenheimer) Heinar Kipphardt           | Eva Sköld        | Malmö stadsteater                |
| 1966 |                                        | Aldrig i livet (Busy Body) Jack Popplewell                                        | Gösta Folke      | Malmö stadsteater                |
| 1966 |                                        | Mordet på Marat (Marat/Sade) Peter Weiss                                          | Jan Lewin        | Malmö stadsteater                |
| 1967 |                                        | Snobben Carl Sternheim                                                            | Lennart Olsson   | Malmö stadsteater                |
| 1967 | Schuppanzigh                           | Komedi i mörker (Black Comedy) Peter Shaffer                                      | Per Siwe         | Malmö stadsteater                |
| 1967 |                                        | Den girige (L'Avare) Molière                                                      | Eva Sköld        | Malmö stadsteater                |
| 1968 |                                        | Mutter Courage och hennes barn (Mutter Courage und ihre Kinder) Bertolt Brecht    | Jan Lewin        | Malmö stadsteater                |
| 1969 |                                        | Fan ska vara teaterdirektör (Ett resande teatersällskap) August Blanche           | Per Siwe         | Malmö stadsteater                |
| 1977 | Gert Bokpräntare                       | Mäster Olof August Strindberg                                                     | Lars Svenson     | Helsingborgs stadsteater         |
| 1983 |                                        | Oväder August Strindberg                                                          | Josef Halfen     | Malmö stadsteater                |
| 1984 | Medverkande                            | Paris 1878 Staffan Olzon                                                          | Staffan Olzon    | Helsingborgs stadsteater         |
| 1984 | Medverkande                            | Paris 1918 Staffan Olzon                                                          | Staffan Olzon    | Helsingborgs stadsteater         |
| 1985 | Andreas Vidnäs                         | Panik i Rölleby Anna Bondestam                                                    | Bengt Ahlfors    | Helsingborgs stadsteater         |
| 1985 | Medverkande                            | Paris? Staffan Olzon                                                              | Staffan Olzon    | Helsingborgs stadsteater         |
| 1985 | Lagmannen                              | Advent August Strindberg                                                          | Lars Svenson     | Helsingborgs stadsteater         |
| 1986 | Timm                                   | Frihet i Bremen (Bremer Freiheit) Rainer Werner Fassbinder                        | Christian Zell   | Helsingborgs stadsteater         |
| 1986 | Sartorius                              | Pappas hus (Widowers' Houses) George Bernard Shaw                                 | Palle Granditsky | Helsingborgs stadsteater         |
| 1990 | Willy Loman                            | En handelsresandes död (Death of a Salesman) Arthur Miller                        | Lennart Olsson   | Malmö Stadsteater                |

## Radioteater

### Roller
| År   | Roll                          | Produktion                              | Regi           |
| ---- | ----------------------------- | --------------------------------------- | -------------- |
| 1965 | Torbjörn Kjellström, ingenjör | Den försvunne disponenten Folke Mellvig | Lennart Olsson |
| 1967 | Gustav Eklund                 | Efter fem år Folke Mellvig              | Lennart Olsson |